# ファラガット (ミサイル駆逐艦・初代)
|          | |
| 艦歴     | |
| 発注     | 1956年1月27日 |
| 起工     | 1957年6月3日 |
| 進水     | 1958年7月18日 |
| 就役     | 1960年12月10日 |
| 退役     | 1989年10月31日 |
| その後   | スクラップとして売却 |
| 除籍     | 1992年11月20日 |
| 性能諸元 | |
| 排水量:  | 5,800トン |
| 全長     | 512.5 ft (156.2 m) |
| 全幅     | 52 ft (15.8 m) |
| 吃水     | 25 ft (7.6 m) |
| 機関     | ギアード・タービン2基、ボイラー4缶 |
| 最大速   | 36.5ノット |
| 乗員     | 士官21名、兵員356名 |
| 兵装     | Mk.42 5インチ単装砲 1基 Mk.10 SAM連装発射機 1基(テリア 改装後スタンダードER) Mk.16 アスロックSUM8連装発射機 1基 Mk.32 3連装短魚雷発射管 2基 Mk.141 ハープーンSSM4連装発射筒 2基（改装後搭載） |

ファラガット(USS Farragut, DDG-37)は、アメリカ海軍のミサイル駆逐艦。ファラガット級の1番艦。艦名は南北戦争中の提督デヴィッド・ファラガットにちなむ。その名を持つ艦としては4隻目。

## 艦歴
ファラガットは1957年6月3日に、DLG-6 （嚮導ミサイルフリゲート）としてマサチューセッツ州クインシーのベスレヘム・スチールで起工する。1958年7月15日にH・D・フェルト夫人（海軍作戦副部長夫人）によって進水し、1960年12月10日に就役した。1975年6月30日に DDG-37（ミサイル駆逐艦）へ艦種変更される。
ファラガットは1989年10月31日に退役、1992年11月20日に除籍され、1994年12月16日にスクラップとして売却された。2006年9月26日に船体の解体契約がテキサス州ブラウンズヴィルのインターナショナル・シップブレーキング社と結ばれ、ファラガットの船体はスクラップとして解体された。ファラガットの艦内時鐘はフロリダ州セントピーターズバーグのアドミラル・ファラガット・アカデミーで展示される。